# Ânkhnesnéferibrê
Ânkhnesnéferibrê est Divine adoratrice d'Amon de -595 ou -586 à -525 sous la XXVIe dynastie.
Elle est la fille de Psammétique II et de la reine Takhout. Elle va partager la fonction dès -595 avec Nitocris Ire qui l’avait adoptée et à partir de -560 avec Nitocris II.
Elle réussit à garder son poste même sous la domination perse. Elle assume aussi la fonction de Grand prêtre d'Amon pendant une trentaine d'années. Elle fait construire une chapelle dédiée à  Osiris Ounen-Néfer à Karnak.